# Masakr ve Zvorniku
Masakr ve Zvorniku se týká masových vražd a násilí spáchaných proti Bosňákům a dalším nesrbským civilistům ve Zvorniku srbskými polovojenskými skupinami.  (Arkanovci, jednotky teritoriální obrany, Bílí orli a Žluté vosy) na začátku bosenské války v roce 1992. Šlo o součást širší kampaně etnických čistek v bosenské válce: podle jednoho odhadu bylo z okresu Zvornik vyhnáno 40 000 Bosňáků.
Zvornik byl druhým městem v Bosně a Hercegovině, které bylo během bosenské války násilně převzato srbskými silami. Podle Výzkumného a dokumentačního střediska v Sarajevu bylo v letech 1992 až 1995 v opčině Zvornik zabito nebo zmizelo celkem 3 936 lidí (z toho 2 017 bosňáckých civilistů). OSN zřízený Mezinárodní trestní tribunál pro bývalou Jugoslávii (ICTY) odsoudil sedm srbských předáků, kteří byli shledáni vinnými z pronásledování, násilného převozu a/nebo deportace, vraždy, nezákonného zadržování, mučení (zločiny proti lidskosti) a svévolného ničení, drancování majetku (porušení válečného práva).